# Катастрофа Ан-26 в Бангладеш
Катастрофа Ан-26 в Кокс-Базаре — авиационная катастрофа, произошедшая 9 марта 2016 года. Грузовой самолёт Ан-26Б авиакомпании True Aviation, выполнявший внутренний рейс TA 21 по маршруту Кокс-Базар—Джессор, рухнул на берег реки через несколько секунд после взлёта. Из находившихся на его борту 4 членов экипажа изначально выжили 2, но позднее, согласно информации МИД Украины и ссылаясь на данные посольства Украины в Индии, 1 выживший умер в больнице.

## Экипаж
Все 4 члена экипажа были гражданами Украины.

## Катастрофа
Ан-26Б борт S2-AGZ использовался для транспортировки креветок между городами Кокс-Базаром и Джессором.